# Minibiotus weglarskae
Espèce
Minibiotus weglarskae est une espèce de tardigrades de la famille des Macrobiotidae.

## Distribution
Cette espèce est endémique de Mongolie.

## Étymologie
Cette espèce est nommée en l'honneur de Barbara Weglarska.

## Publication originale
- Michalczyk, Kaczmarek & Claxton, 2005 : Minibiotus weglarskae, a new species of Tardigrada (Eutardigrada: Macrobiotidae) from Mongolia. Zootaxa, no 1008, p. 47-56.